# Lista dos campeões estaduais de futebol do Brasil em 2010
A lista a seguir traz dados acerca dos campeonatos estaduais de futebol realizados no Brasil em 2010. Significados das colunas:
- Estado: nome do estado, listados em ordem alfabética.
- Copa do Brasil 2011: times classificados para a Copa do Brasil em sua edição de 2011 pelo Campeonato Estadual. [Ordem de posição final]
- Série D 2010: times classificados para o Campeonato Brasileiro de Futebol - Série D em sua edição de 2010. [Ordem de posição final]
- Final: placares dos jogos finais ou, em caso de não ter havido final, a vantagem do campeão ao final do campeonato.

## Divisão Principal
| Estado | Campeão                                                                                    | Vice-campeão        | Copa do Brasil 2011                | Série D 2010                          | Final                                                            |
| ------ | ------------------------------------------------------------------------------------------ | ------------------- | ---------------------------------- | ------------------------------------- | ---------------------------------------------------------------- |
| AC     | Rio Branco-AC (41º título) / Juliano César (Rio Branco-AC) 14 gols                         | Náuas               | Rio Branco-AC                      | Náuas                                 | Náuas 3 x 5 Rio Branco-AC 1 x 1 Náuas                            |
| AL     | Murici (1º título) / Wellington (CRB) 14 gols                                              | ASA                 | Murici ASA                         | CSA                                   | Murici 2 x 0 ASA 1 x 2 Murici                                    |
| AM     | Penarol (1º título) / Charles (Penarol) e Nando (Princesa do Solimões) 11 gols             | Fast Clube          | Penarol Fast Clube                 | América-AM                            | Penarol 1 x 0 Fast Clube 0 x 1 Penarol                           |
| AP     | Trem (4º título) / Maxi Jari e Tocantins (Trem) e Rosélio (São Paulo-AP) 4 gols            | Santana             | Trem                               | Cristal                               | Não houve final, o Trem venceu os dois turnos.                   |
| BA     | Vitória (26º título) / Sassá (Ipitanga) 13 gols                                            | Bahia               | Vitória Bahia                      | Camaçari Fluminense de Feira          | Bahia 0 x 1 Vitória 1 x 2 Bahia                                  |
| CE     | Fortaleza (39º título) / Júnior Cearense (Horizonte) 12 gols                               | Ceará               | Fortaleza                          | Guarany                               | Fortaleza 1 x 0 Ceará 2 (1) x (3) 1 Fortaleza                    |
| DF     | Ceilândia (1º título) / Vanderlei (Brasiliense) 11 gols                                    | Brasiliense         | Ceilândia Brasiliense              | Ceilândia Botafogo-DF Brasília        | Ceilândia 3 x 1 Brasiliense 2 x 2 Ceilândia                      |
| ES     | Rio Branco-ES (36º título) / Juca (Rio Branco-ES) 15 gols                                  | Vitória-ES          | Rio Branco-ES                      | Rio Branco-ES                         | Rio Branco-ES 1 x 0 Vitória-ES 0 x 0 Rio Branco-ES               |
| GO     | Atlético Goianiense (11º título) / Diogo Galvão (Trindade) 15 gols                         | Santa Helena        | Atlético Goianiense Santa Helena   | —                                     | Atlético Goianiense 4 x 0 Santa Helena 1 x 3 Atlético Goianiense |
| MA     | Sampaio Corrêa (30º título) / Quirino (Santa Quitéria) 13 gols                             | Santa Quitéria      | Sampaio Corrêa                     | Sampaio Corrêa JV Lideral             | Não houve final, o campeonato foi disputado por pontos corridos. |
| MG     | Atlético Mineiro (40º título) / Eraldo (Democrata-GV) 11 gols                              | Ipatinga            | Atlético Mineiro Ipatinga          | Tupi Uberaba                          | Ipatinga 2 x 3 Atlético Mineiro 2 x 0 Ipatinga                   |
| MS     | Comercial-MS (8º título) / Biro (Naviraiense) 12 gols                                      | Naviraiense         | Comercial-MS Naviraiense           | CENE                                  | Naviraiense 1 x 2 Comercial-MS 1 x 0 Naviraiense                 |
| MT     | União Rondonópolis (1º título) / Paulinho Marília (Luverdense) 9 gols                      | Operário FC         | União Rondonópolis                 | Mixto Vila Aurora                     | Operário-MS 3 x 3 União Rondonópolis 3 x 2 Operário-MS           |
| PA     | Paysandu (44º título) / Moisés (Paysandu) 13 gols                                          | Águia de Marabá     | Paysandu Águia de Marabá           | Remo Cametá                           | Águia de Marabá 1 x 0 Paysandu 3 x 1 Águia de Marabá             |
| PB     | Treze (14º título) / Edmundo (Botafogo-PB) 24 gols                                         | Botafogo-PB         | Treze                              | Treze                                 | A fase final foi por pontos corridos.                            |
| PE     | Sport (39º título) / Ciro (Sport) 13 gols                                                  | Náutico             | Sport Náutico                      | Santa Cruz Central                    | Náutico 3 x 2 Sport 1 x 0 Náutico                                |
| PI     | Comercial-PI (1º título) / Zé Rodrigues (Comercial-PI) 14 gols                             | Barras              | Comercial-PI Barras                | Flamengo-PI                           | Não houve final, o Comercial venceu os dois turnos.              |
| PR     | Coritiba (34º título) / Ariel (Coritiba) e Bruno Mineiro (Atlético Paranaense) 11 gols     | Atlético Paranaense | Coritiba Atlético Paranaense Iraty | Iraty Operário-PR                     | A fase final foi por pontos corridos.                            |
| RJ     | Botafogo (19º título) / Vágner Love (Flamengo) 15 gols                                     | Flamengo            | Botafogo Flamengo                  | America Madureira                     | Não houve final, o Botafogo venceu os dois turnos.               |
| RN     | ABC (51º título) / João Paulo (ABC) 17 gols                                                | Corintians de Caicó | ABC Corintians de Caicó            | Potiguar de Mossoró                   | Corintians de Caicó 1 x 5 ABC 1 x 2 Corintians de Caicó          |
| RO     | Vilhena (3º título) / Abílio (Rolim de Moura) e Aderlan (Espigão) 12 gols                  | Ariquemes           | Vilhena                            | Vilhena                               | Ariquemes 1 x 2 Vilhena 3 x 3 Ariquemes                          |
| RR     | Baré (26º título) / Carlos Alberto (Baré) e Robemar (Náutico-RR) 5 gols                    | Náutico-RR          | Baré                               | —                                     | Não houve final, o Baré venceu os dois turnos.                   |
| RS     | Grêmio (36º título) / Jéferson (São José-RS) 14 gols                                       | Internacional       | Caxias-RS São José-RS              | São José-RS Pelotas                   | Internacional 0 x 2 Grêmio 0 x 1 Internacional                   |
| SC     | Avaí (15º título) / Willian (Figueirense) 13 gols                                          | Joinville           | Avaí                               | Marcílio Dias Joinville Metropolitano | Joinville 1 x 3 Avaí 2 x 0 Joinville                             |
| SE     | River Plate-SE (1º título) / Bibi (River Plate-SE) e Cristiano Alagoano (Confiança) 9 gols | Confiança           | River Plate-SE                     | Confiança River Plate-SE              | Não houve final, o River Plate venceu as duas fases.             |
| SP     | Santos (18º título) / Ricardo Bueno (Oeste) 16 gols                                        | Santo André         | Santos Santo André                 | Botafogo-SP Oeste                     | Santo André 2 x 3 Santos 2 x 3 Santo André                       |
| TO     | Gurupi (3º título) / Demir (Gurupi) 12 gols                                                | Araguaína           | Gurupi                             | Araguaína                             | Araguaína 1 x 0 Gurupi 3 x 1 Araguaína                           |

## Torneios Extra
| Estado          | Competição                        | Campeão               | Vice-Campeão | Outros participantes |
| --------------- | --------------------------------- | --------------------- | ------------ | -------------------- |
| CE - (Detalhes) | Taça Padre Cícero                 | Horizonte (1º título) | Guarany      | —                    |
| MG - (Detalhes) | Campeonato Mineiro do Interior    | Ipatinga (4º título)  | —            | —                    |
| PE - (Detalhes) | Título do Interior Pernambuco     | Salgueiro (1º título) | Ypiranga     | Cabense Porto        |
| PR - (Detalhes) | Campeonato do Interior Paranaense | Iraty (4º título)     | —            | —                    |
| RJ              | Troféu Moisés Mathias de Andrade  | Olaria                | Boavista     | America Madureira    |
| RJ              | Troféu João Ellis Filho           | America               | Macaé        | Boavista Bangu       |
| RS - (Detalhes) | Campeonato do Interior Gaúcho     | Caxias (10º título)   | —            | —                    |
| SP              | Campeonato Paulista do Interior   | Botafogo (1º título)  | São Caetano  | Oeste Ponte Preta    |

## Copas Estaduais
| Estado | Competição                         | Campeão                          | Vice-Campeão  | Vagas Torneios CBF                      |
| ------ | ---------------------------------- | -------------------------------- | ------------- | --------------------------------------- |
| BA     | Copa Governador da BA              | Vitória da Conquista (1º título) | Atlético-BA   | SD 2011: Vitória da Conquista           |
| CE     | Copa Fares Lopes (ou Copa Unimed)  | Horizonte (1º título)            | Icasa         | CB 2011: Horizonte                      |
| ES     | Copa ES                            | Vitória (2º título)              | Real Noroeste | CB 2011: Vitória                        |
| MA     | Copa União                         | IAPE (1º título)                 | JV Lideral    | CB 2011: IAPE                           |
| MG     | Taça MG                            | Uberaba (3º título)              | Uberlândia    | CB 2011: Uberaba                        |
| MT     | Copa Governador de MT              | Cuiabá (1º título)               | Operário      | CB 2011: Cuiabá                         |
| MS\|   | Copa MS                            | CENE (1º título)                 | Maracaju      | SD 2011: CENE                           |
| PB     | Copa Paraíba                       | Botafogo (1º título)             | CSP           | CB 2011: Botafogo                       |
| PE     | Copa Pernambuco                    | Santa Cruz (3º título)           | Porto         | —                                       |
| RJ     | Copa Rio                           | Sendas (1º título)               | Bangu         | CB 2011: Bangu SD 2011: Sendas          |
| RS     | Copa FGF (ou Copa Enio Costamilan) | Internacional (4º título)        | Cerâmica      | SD 2011: Cerâmica                       |
| SC     | Copa SC                            | Brusque (3º título)              | Joinville     | CB 2011: Brusque SD 2011: Metropolitano |
| SP     | Copa Paulista                      | Paulista (2º título)             | RB Brasil     | CB 2011: Paulista                       |
| SE     | Copa Governador de SE              | São Domingos (2º título)         | América       | CB 2011: São Domingos                   |

## Divisões de Acesso
| Estado | Divisão          | Campeão                 | N° da conquista | Edição do estadual |
| ------ | ---------------- | ----------------------- | --------------- | ------------------ |
| AL     | Segunda Divisão  | CSA                     | 2               | 20                 |
| AM     | Segunda Divisão  | Operário                | 1               | 8                  |
| BA     | Segunda Divisão  | Juazeiro                | 2               | 41                 |
| CE     | Segunda Divisão  | Icasa                   | 2               | 23                 |
| CE     | Terceira Divisão | Crateús                 | 2               | 7                  |
| DF     | Segunda Divisão  | CFZ                     | 1               | 14                 |
| ES     | Segunda Divisão  | Aracruz                 | 2               | 23                 |
| GO     | Segunda Divisão  | Aparecidense            | 1               | 39                 |
| GO     | Terceira Divisão | AA Goiatuba             | 1               | 9                  |
| MA     | Segunda Divisão  | Moto Club               | 1               | 9                  |
| MG     | Módulo II        | Guarani-DV              | 2               | 44                 |
| MG     | Segunda Divisão  | Nacional (Nova Serrana) | 1               | 24                 |
| MS     | Segunda Divisão  | Ponta Porã              | 1               | 11                 |
| MT     | Segunda Divisão  | Nova Xavantina          | 1               | 8                  |
| PA     | Segunda Divisão  | Parauapebas             | 1               | 16                 |
| PB     | Segunda Divisão  | CSP                     | 1               | 16                 |
| PE     | Segunda Divisão  | Petrolina               | 2               | 17                 |
| PR     | Segunda Divisão  | Roma Apucarana          | 1               | 40                 |
| PR     | Terceira Divisão | Alvorada Club           | 1               | 11                 |
| RJ     | Segunda Divisão  | Cabofriense             | 3               | 33                 |
| RJ     | Terceira Divisão | São João da Barra       | 1               | 29                 |
| RN     | Segunda Divisão  | ABC-B                   | 1               | 12                 |
| RO     | Segunda Divisão  | Não Disputado           |                 |                    |
| RS     | Segunda Divisão  | Cruzeiro/RS             | 1               | 54                 |
| SC     | Segunda Divisão  | Marcílio Dias           | 2               | 24                 |
| SC     | Terceira Divisão | Caxias-SC               | 1               | 3                  |
| SE     | Segunda Divisão  | Socorrense              | 1               | 15                 |
| SP     | Série A2         | Linense                 | 2               | 88                 |
| SP     | Série A3         | Red Bull                | 1               | 59                 |
| SP     | Segunda Divisão  | Taboão da Serra         | 2               | 34                 |
| TO     | Segunda Divisão  | Guaraí                  | 1               | 2                  |